# Locking Castle

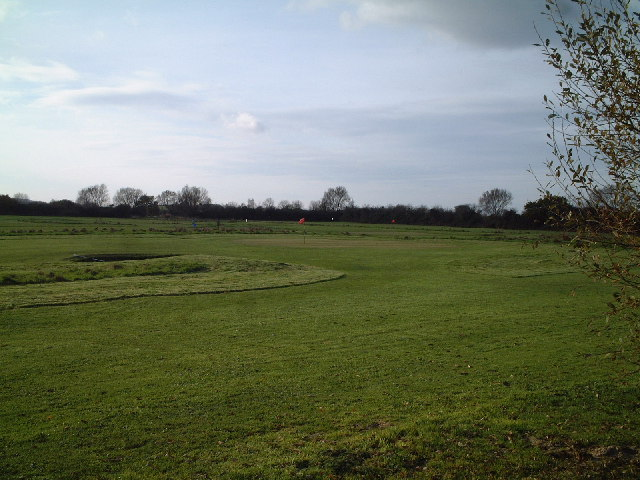
Das Gelände der ehemaligen Burg ist heute Teil eines Golfplatzes

Locking Castle war eine Burg auf dem Carberry Hill in der Nähe des ehemaligen RAF-Standortes Locking im englischen Verwaltungsbezirk North Somerset. Es gilt als Scheduled Monument.
Die Burg auf dem Carberry Hill war eine Motte. Ausgrabungen im Jahre 1902 enthüllten die Überreste eines kleinen Steinraumes, der von einem Graben umgeben war. Fragmente von Steingut und Überreste eines Schwertes wurden ebenfalls gefunden.
Der Ursprung der Burg ist nicht klar. Sie könnte Teil der Grundherrschaft von Kewstoke oder Hutton gewesen sein. Die beiden Grundherrschaften wurden verbunden und von König Heinrich I. an Geoffrey de Dun verliehen. 1214 wurde Locking Castle an die Woodspring Priory vergeben und verlor so seine militärische Bedeutung.